# Marvin Worth
Marvin Worth (Brooklyn, 6 giugno 1925 – Los Angeles, 22 aprile 1998) è stato un produttore cinematografico e sceneggiatore statunitense.
È stato candidato due volte al Premio Oscar: nel 1973 per il documentario Malcolm X, diretto da Arnold Perl, e nel 1975 per Lenny, diretto da Bob Fosse.
Ha prodotto 23 film, tra cui Malcolm X (1992), diretto da Spike Lee.

## Filmografia

### Produttore

#### Cinema
- Senza un filo di classe (Where's Poppa?), regia di Carl Reiner (1970)
- Malcolm X, regia di Arnold Perl (1972)
- Lenny, regia di Bob Fosse (1974)
- Quella pazza famiglia Fikus (Fire Sale), regia di Alan Arkin (1977)
- The Rose, regia di Mark Rydell (1979)
- Up the Academy, regia di Robert Downey Sr. (1980)
- Soup for One, regia di Jonathan Kaufer (1982)
- Un'adorabile infedele (Unfaithfully Yours), regia di Howard Zieff (1984)
- Nick lo scatenato (Rhinestone), regia di Bob Clark (1984)
- Innamorarsi (Falling in Love), regia di Ulu Grosbard (1984)
- Al di là di tutti i limiti (Less Than Zero), regia di Marek Kanievska (1987)
- Patty - La vera storia di Patty Hearst (Patty Hearst), regia di Paul Schrader (1988)
- Non guardarmi: non ti sento (See No Evil, Hear No Evil), regia di Arthur Hiller (1989)
- Flashback, regia di Franco Amurri (1990)
- Malcolm X, regia di Spike Lee (1992)
- Diabolique, regia di Jeremiah S. Chechik (1996)
- Criminal Law (1998)

#### Televisione
- The Sheriff, regia di David Lowell Rich (1971)
- Where's Poppa?, regia di Richard Benjamin (1979)
- Running Mates, regia di Michael Lindsay-Hogg (1992)
- Norma Jean & Marilyn, regia di Tim Fywell (1996)
- Gia - Una donna oltre ogni limite (Gia), regia di Michael Cristofer (1998)
- James Dean - La storia vera (James Dean), regia di Mark Rydell (2001)

#### Serie TV
- Vacation Playhouse – serie TV, episodi 4x4 (1966)